# Maximilian Reinelt
Maximilian Josef Reinelt (Ulm, 24 de agosto de 1988 – São Moritz, 9 de fevereiro de 2019) foi um remador alemão, campeão olímpico.

## Carreira
Foi campeão olímpico no Oito com nos Jogos Olímpicos de Londres 2012 e medalha de prata na mesma modalidade na Olimpíada do Rio 2016. Aposentado das competições, passou a dedicar-se a medicina.

## Morte
Faleceu em 9 de fevereiro de 2019 num acidente de esqui na estação suíça de São Moritz, Suíça.